# Khachik Mughdusi
Khachik Mughdusi, de son vrai nom Khachatur Astvataturov, né en septembre 1898 à Nakhitchevan et mort fusillé le 8 février 1938 à Moscou, est un homme politique arménien, chef du Département du ministère national du Congrès du peuple RSS arménienne, commissaire des Affaires intérieures de juillet 1934 à septembre 1937 et major principal de la sécurité de l'État en 1936 .

## Biographie

### Jeunesse
Khachik Mughdusi naît en septembre 1898 dans la ville de Nakhitchevan, dans le gouvernement d'Erevan, dans la famille d'un tailleur. En 1910, il fréquente l'école paroissiale de sa ville natale, et quatre ans plus tard, l'école municipale de Nakhitchevan. Évitant le service militaire en 1915, il se rend à Rostov-sur-le Don, étudie la comptabilité et travaille pendant plus d'un an à l'hôtel Astoria en tant que comptable. En février 1916, il commence à travailler comme dactylographe dans une étude de notaire, où il est employé pendant exactement un an. En mai 1917, il est enrôlé dans l'armée russe, où il sert jusqu'à la Révolution d'octobre (25 octobre 1917).

### Mughdusi en Arménie
À l'été 1920, il rejoint le 10e régiment de cavalerie de Kanaker comme scribe. En 1921, il est admis à la Commission spéciale d'Etchmiadzin (Tchéka). Lors du soulèvement de février 1921, il est arrêté par le Comité pour le salut de la patrie et emprisonné. Le 2 avril 1921, l'Armée rouge entre à Erevan et libère Mughdusi de prison. Après sa libération, il dirige la Tchéka d'Etchmiadzine. En 1923, il part six mois à Moscou, s'entraîne et revient en Arménie.
En 1929, Mughdusui est transféré à Tiflis, nommé chef du contre-espionnage et du département des affaires étrangères de la Transcaucasie. Deux ans plus tard, il retourne en Arménie. De juillet 1934 à septembre 1937, il occupe le poste de Commissariat du peuple aux affaires intérieures de la république et est inclus dans le triumvirat spécial du Commissariat du peuple aux affaires intérieures de l'URSS (NPHA) par l'ordre 00447 . Il participe activement aux Grandes Purges staliniennes. Du 11 août au 18 septembre 1937, sous le commandement de Mughdusu, 304 citoyens sont fusillés en Arménie. En septembre de la même année, sur ordre de Staline, il est arrêté, déclaré ennemi du peuple et fusillé en février 1938.